# Brinzio

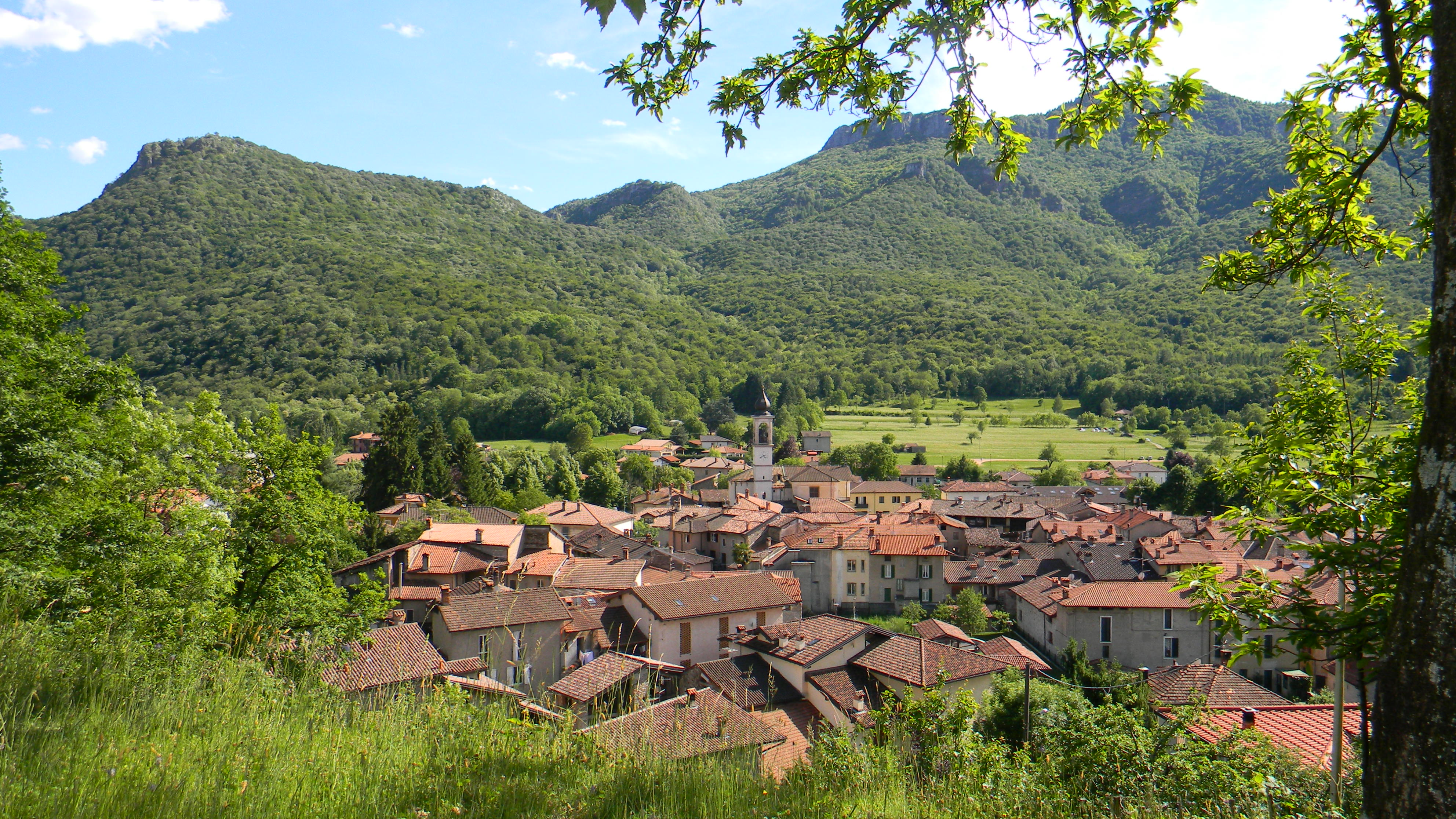
Panorama von Brinzio

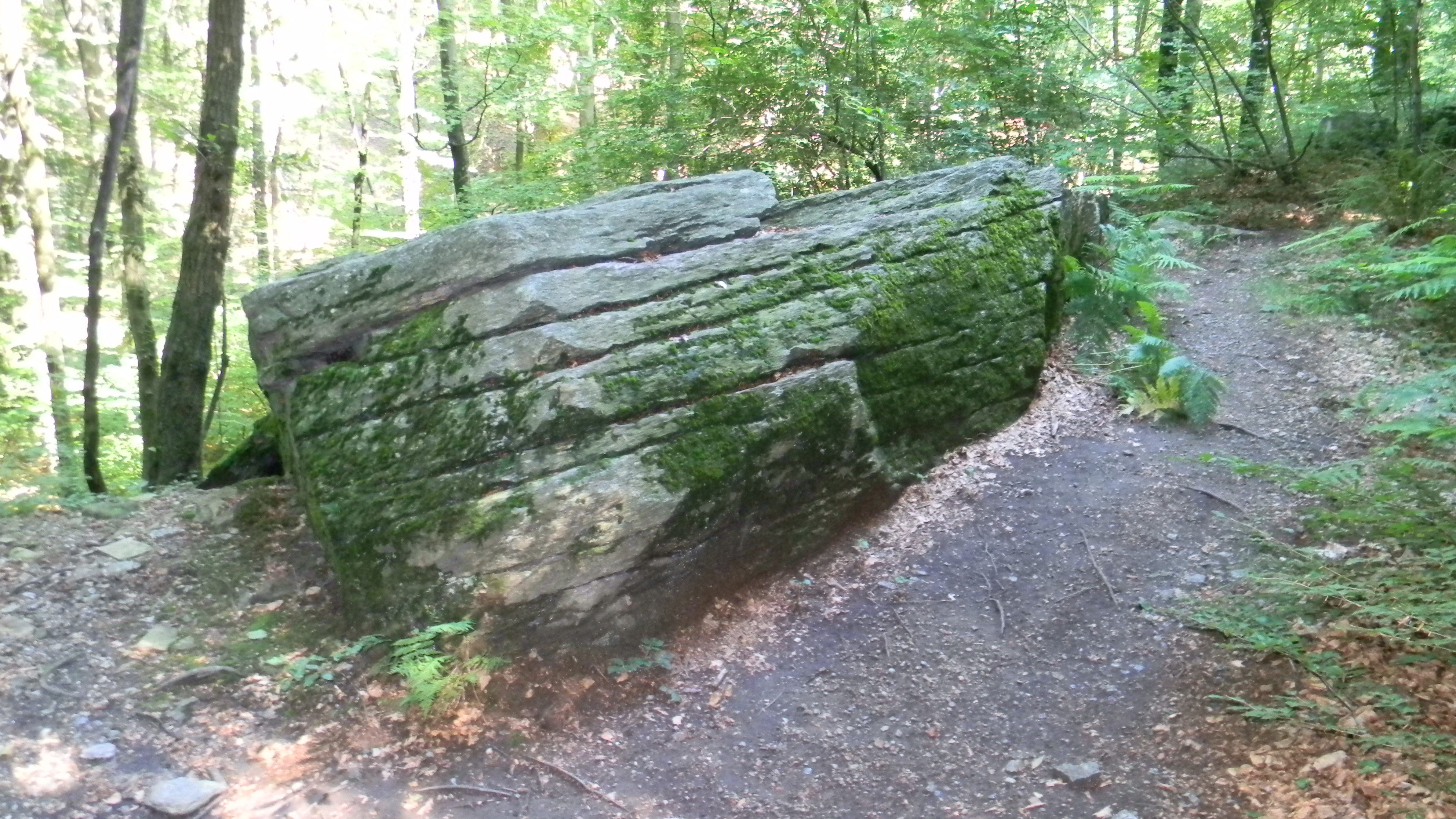
Felsblock

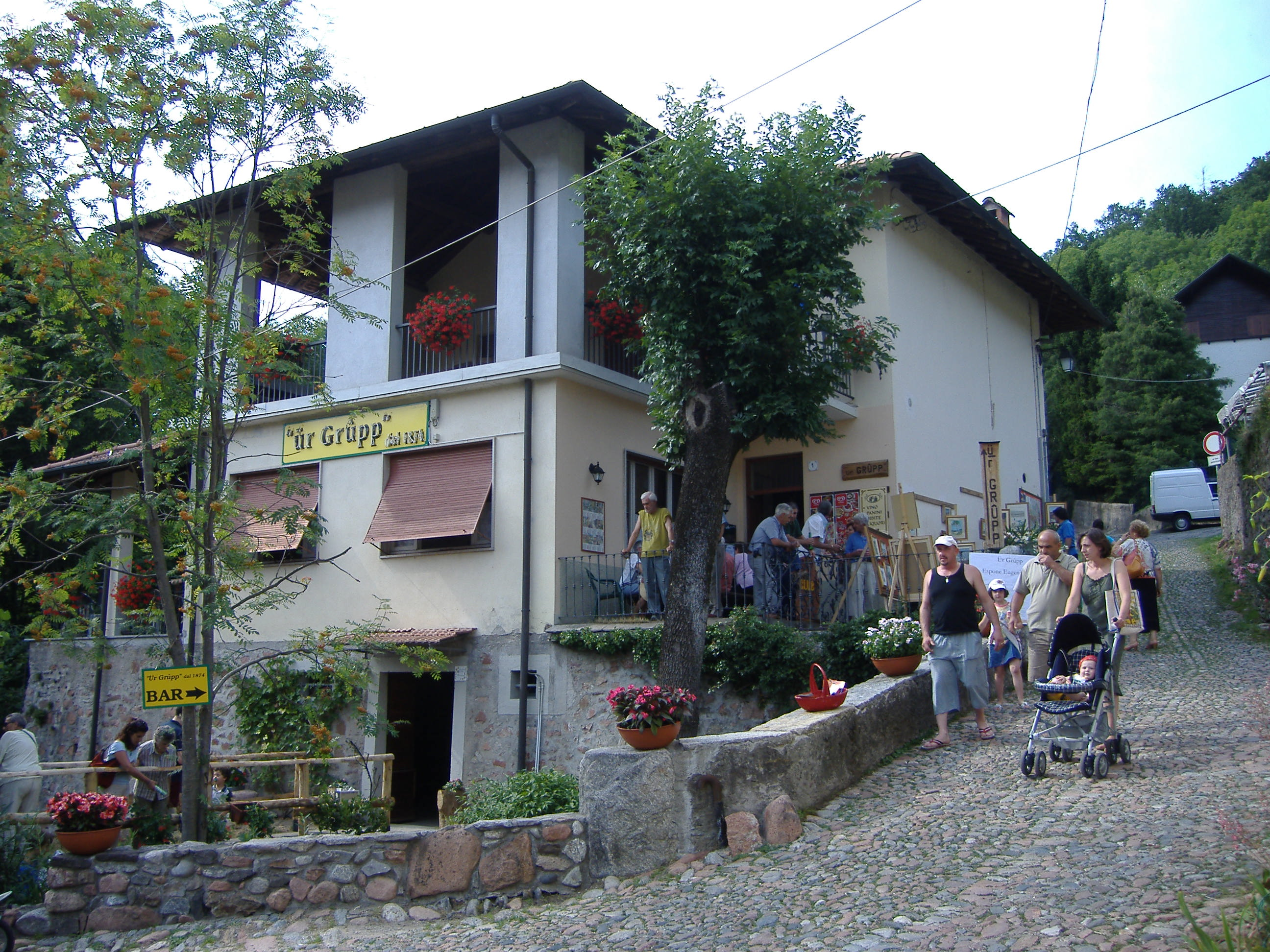
Dorfbewohnerkreis Ur Grupp

Brinzio ist eine italienische Gemeinde (comune) in der Provinz Varese in der Region Lombardei.

## Geographie
Die Gemeinde liegt etwa neun Kilometer nordnordwestlich von Varese am Parco regionale Campo dei Fiori und gehört zur Comunità montana Valli del Verbano. Brinzio bedeckt eine Fläche von 6,41 km². Die Nachbargemeinden sind Bedero Valcuvia, Castello Cabiaglio, Induno Olona, Rancio Valcuvia, Valganna und Varese.

## Geschichte
Der Ort wird erstmals 979 urkundlich erwähnt. Brinzio, eine Ortschaft der Pieve von Cuvio, die in den Statuten der Straßen und Gewässer des Herzogtums Mailand von 1346 als „Brincio“ erwähnt wird, gehörte zu den Gemeinden, die zur Instandhaltung der Bollate-Straße beitrugen (1346). Mit einer Anweisung des Notars Giacomo Perego vom 16. Mai 1450 wurde das Gebiet von Val Cuvia von Herzog Francesco I. Sforza an seinen Ratsherrn Pietro Cotta als Lehen vergeben. Das Lehen ging 1727 an den Grafen Giulio Visconti Borromeo Arese über, wobei der Verkäufer, der Jurist Pietro Cotta, das Recht hatte, die Lehnsrechte, d. h. die gepolsterte Gebühr, auf Lebenszeit einzuziehen.
In den Registern des Estimo (Grundbuch) des Herzogtums Mailand von 1558 und in den späteren Aktualisierungen des 17. Jahrhunderts war Brinzio unter den in derselben Pieve erfassten Gemeinden. Im Jahr 1751 wurde die Gemeinde an die Familie Litta, Erben des Grafen Giulio Visconti, mit einer Lehnsgebühr von 18 Lire und 3 Soldi belehnt und unterstand dem Lehensamt Val Cuvia mit einer Zahlung von drei Lire pro Jahr an den Podestà. Es gab keinen allgemeinen Rat, sondern einen Bürgermeister, d. h. einen Kanzler, der von der Gemeinde auf dem öffentlichen Platz mit Unterstützung des Konsuls gewählt wurde und der die Verteilungen durchführte. Der Kanzler wohnte im Dorf und führte die Akten, die in der Kirche Sankt Peter aufbewahrt wurden.

## Bevölkerung
| Bevölkerungsentwicklung | Bevölkerungsentwicklung | Bevölkerungsentwicklung | Bevölkerungsentwicklung | Bevölkerungsentwicklung | Bevölkerungsentwicklung | Bevölkerungsentwicklung | Bevölkerungsentwicklung | Bevölkerungsentwicklung | Bevölkerungsentwicklung | Bevölkerungsentwicklung | Bevölkerungsentwicklung | Bevölkerungsentwicklung |
| ----------------------- | ----------------------- | ----------------------- | ----------------------- | ----------------------- | ----------------------- | ----------------------- | ----------------------- | ----------------------- | ----------------------- | ----------------------- | ----------------------- | ----------------------- |
| Jahr                    | 1861                    | 1881                    | 1901                    | 1921                    | 1951                    | 1971                    | 1981                    | 1991                    | 2001                    | 2011                    | 2021                    |                         |
| Einwohner               | 565                     | 532                     | 587                     | 541                     | 516                     | 606                     | 630                     | 731                     | 804                     | 873                     | 789                     |                         |

## Städtepartnerschaften
Eine Partnerschaften bestehen mit Chaux (Frankreich) seit dem 4. Mai 2013.

## Sehenswürdigkeiten

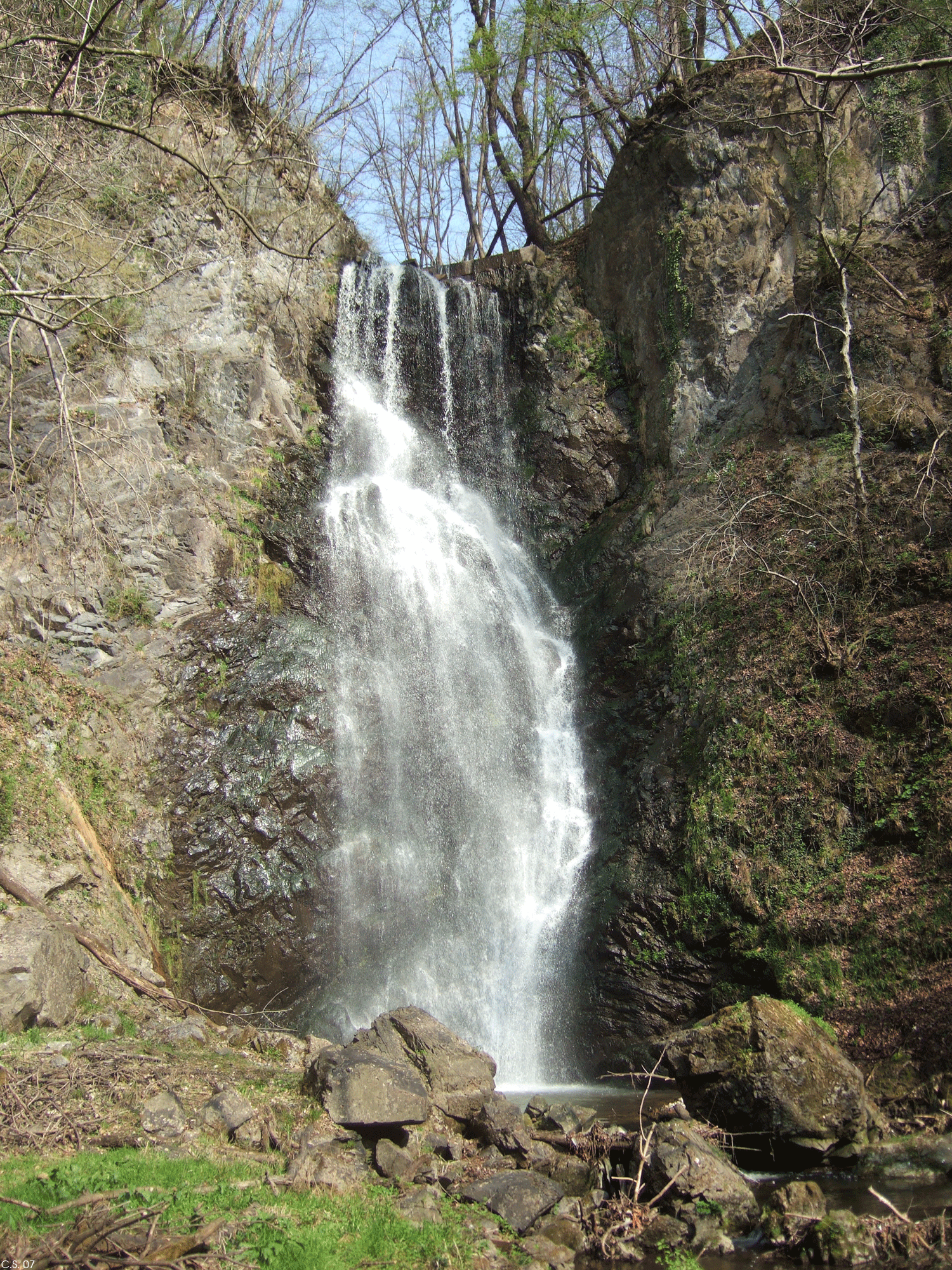
Wasserfall del Pesegh

- Pfarrkirche Santi Pietro e Paolo
- Betkapelle Madonna Addolorata
- Villa Ranchet
- Denkmal General Galvaligi
- Seelein
- Wasserfall del Pesegh
- Felsblock